# Deutsche Soziale Union (Westdeutschland)
Die Deutsche Soziale Union   (Kurzbezeichnung: DSU) war eine deutsche konservative Kleinpartei, die von 1974 bis 1987 existierte. 1990 erfolgte eine Wiedergründung unter gleichem Namen, welche bis 1996 bestand hatte.

## Inhaltliches Profil
Die DSU – nicht zu verwechseln mit der gleichnamigen, ebenfalls rechtskonservativen, von 1990 bis 1996 unter der Leitung von Hans Werner Bracht bestehenden Deutschen Sozialen Union – verstand sich selbst als konservative Kraft nach dem Vorbild der bayerischen CSU, was auch durch die Namensähnlichkeit zum Ausdruck kommen sollte. Ihre Gründung wird als Versuch zur Etablierung einer Vierten Partei rechts von der CDU angesehen.

## Geschichte
Die DSU wurde am 9. November 1974 unter Führung des Mülheimer Getränkegroßhändlers Kurt Meyer zusammen mit etwa 60 Gleichgesinnten gegründet. Meyer engagierte sich schon vorher zusammen mit Siegfried Zoglmann in den Vorgängerorganisationen Deutsche Union und Nationalliberale Aktion. Während sich Zoglmann als Bundestagsabgeordneter 1974 der CSU anschloss, zog es Meyer vor, auf eigene Faust eine neue Partei zu gründen. Als Vorbild diente der im Oktober 1973 in Westberlin gegründete und von Franz Josef Strauß unterstützte Bund Freies Deutschland, der bei der Wahl zum Abgeordnetenhaus von Berlin 1975 3,4 % der Stimmen erringen konnte. Meyer stand hierzu auch in Kontakt mit Strauß. Dieser distanzierte sich nach außen jedoch von der neu gegründeten DSU.
Ziel der Vereinigung war es, bei der Landtagswahl in Nordrhein-Westfalen 1975 über die Fünf-Prozent-Hürde zu kommen und als potentieller Koalitionspartner für die CDU zur Verfügung stehen. Von der CDU wurde dieses Vorhaben sehr kritisch betrachtet, da man befürchtete, entscheidende Wählerstimmen für einen Wahlsieg zu verlieren. Die DSU verzichtete letztlich auf Druck der CDU auf eine Wahlteilnahme, um im Falle des Scheiterns an der 5-Prozent-Hürde der CDU nicht entscheidende Wählerstimmen zu kosten. Kurt Meyer wurde im Oktober 1975 stellvertretender Vorsitzender der neu gegründeten Aktionsgemeinschaft Vierte Partei (AVP) und führte mit seiner DSU den mitgliederstärksten, nordrhein-westfälischen Landesverband in dieser Sammlungsbewegung an. Ziel der AVP war es bei der Bundestagswahl 1976 als Partei im gesamten Bundesgebiet antreten zu können, was in sieben von 10 Ländern geschah, sie erhielt insgesamt 4723 Stimmen (0,0 %).
Kurt Meyer engagierte sich später innerhalb der CDU als nordrhein-westfälischer Landessprecher des 1992 von Heinrich Lummer und weiteren rechtskonservativen Unionsmitgliedern gegründeten Christlich-Konservativen Deutschland-Forums (CKDF).

## Deutsche Soziale Union (Bonn)
Im Jahr 1990 wurde der Name "Deutsche Soziale Union" durch eine Neugründung einer als Partei gedachten Vereinigung unter der Leitung von Hans Werner Bracht und Walter Truckenbrodt wiederbelebt. Personelle Kontinuitäten zur vormaligen DSU bestanden insoweit, als dass Bracht diese schon 1977/78 im Raum Lippe mit aufbaute.
Die abermalige Gründung einer "DSU" in Westdeutschland stand in Zusammenhang mit den politischen Ereignissen in der DDR 1989, der absehbaren Vereinigung beider deutscher Staaten und der Gründung der dortigen Deutschen Sozialen Union (DSU), zu welcher jedoch keine organisatorischen Verbindungen bestanden. Das Ziel der als Partei gedachten Vereinigung bestand darin, zur ersten gesamtdeutschen Bundestagswahl 1990 im Wahlgebiet West antreten zu können. Behindert wurde dies durch einen Namensstreit mit der DDR-DSU und einem durch Mitglieder der bayerischen CSU gegründeten DSU e.V. Eine Wahlteilnahme kam aufgrund fehlender Unterstützungsunterschriften nicht zustande. Einer Wahlbeschwerde gegen die Nichtzulassung als Partei aus dem Jahr 1991 wurde durch das Bundesverfassungsgericht nicht stattgegeben. Gründe waren neben den fehlenden Unterstützungsunterschriften auch die gegenüber dem Bundeswahlleiter nicht glaubhaft gemachte Organisationsstruktur.
Im Jahr 1993 bestanden Kontakte zum neu gewählten Vorsitzenden der DSU aus den neuen Bundesländern Roberto Rink. Dieser hatte vor, seine Partei auch in den Westen der Republik auszudehnen, während die DSU (Bonn) 1996 aufgelöst wurde.